# Troisième circonscription de la Guadeloupe
La troisième circonscription de la Guadeloupe est l'une des 4 circonscriptions législatives françaises que compte le département de la Guadeloupe (971) situé en région Guadeloupe. Le député actuel est Max Mathiasin, élu sous l'étiquette DVG.

## Description géographique et démographique
La troisième circonscription de la Guadeloupe est délimitée par le découpage électoral de la loi no 86-1197 du 24 novembre 1986
, elle regroupe les divisions administratives suivantes : Cantons de Baie-Mahault, Capesterre-Belle-Eau I, Capesterre-Belle-Eau II, Goyave, Lamentin, Petit-Bourg, Pointe-Noire, Sainte-Rose I, Sainte-Rose II.
D'après le recensement général de la population en 1999, réalisé par l'Institut national de la statistique et des études économiques (INSEE), la population totale de cette circonscription est estimée à 111267 habitants,.

Carte de la troisième circonscription de la Guadeloupe de 1958 à 1986
Carte de la troisième circonscription de la Guadeloupe de 1986 à 2012

## Historique des députations
| Législature | Début de mandat | Fin de mandat  | Député                                               | Parti politique | Observations                                                                           |
| ----------- | --------------- | -------------- | ---------------------------------------------------- | --------------- | -------------------------------------------------------------------------------------- |
| IXe         | 23 juin 1988    | 1er avril 1993 | Dominique Larifla,                                   | PS,             |                                                                                        |
| Xe          | 2 avril 1993    | 21 avril 1997  | Édouard Chammougon (1993-1994) Léo Andy (1994-1997), | RPR PS,         | Mandat écourté à la suite d'une dissolution parlementaire décidée par Jacques Chirac.  |
| XIe         | 12 juin 1997    | 18 juin 2002   | Léo Andy,                                            | PS,             |                                                                                        |
| XIIe        | 19 juin 2002    | 19 juin 2007   | Joël Beaugendre,                                     | UMP,            |                                                                                        |
| XIIIe       | 20 juin 2007    | 19 juin 2012   | Jeanny Marc,                                         | GUSR,           |                                                                                        |
| XIVe        | 20 juin 2012    | 20 juin 2017   | Ary Chalus,                                          | GUSR,           |                                                                                        |
| XVe         | 21 juin 2017    | 21 juin 2022   | Max Mathiasin,                                       | DVG,            |                                                                                        |
| XVIe        | 22 juin 2022    | 9 juin 2024    | Max Mathiasin                                        | DVG             | Mandat écourté à la suite d'une dissolution parlementaire décidée par Emmanuel Macron. |
| XVIIe       | 8 juillet 2024  | En cours       | Max Mathiasin                                        | DVG             |                                                                                        |

## Historique des élections

### Élections de 1958
| Candidat | Candidat                | Parti          | Premier tour | Premier tour | Second tour | Second tour |  |
| Candidat | Candidat                | Parti          | Voix         | %            | Voix        | %           |  |
| --- | ----------------------- | -------------- | ------------ | ------------ | ----------- | ----------- |  |
| | Gaston Feuillard élu    | CNI            | 8 284        | 37,01        | 10 620      | 44,10       |  |
| | Furcie Tirolien sortant | RS             | 5 661        | 25,29        | 4 895       | 20,33       |  |
| | Gerty Archimède         | PCG            | 5 221        | 23,33        | 7 807       | 32,42       |  |
| | Joseph Pitat            | SFIO           | 2 440        | 10,90        | 761         | 3,16        |  |
| | Félix Rodes             | RRRS           | 776          | 3,47         |             |             |  |
| |                         |                |              |              |             |             |  |
| Inscrits | Inscrits                | Inscrits       | 39 800       | 100,00       | 39 813      | 100,00      |  |
| Abstentions | Abstentions             | Abstentions    | 16 725       | 42,02        | 15 300      | 38,43       |  |
| Votants | Votants                 | Votants        | 23 075       | 57,98        | 24 513      | 61,57       |  |
| Blancs et nuls | Blancs et nuls          | Blancs et nuls | 693          | 3            | 430         | 1,75        |  |
| Exprimés | Exprimés                | Exprimés       | 22 382       | 97           | 24 083      | 98,25       |  |
| Source : France, Ministère de l'intérieur. Les Elections législatives . Métropole., la Documentation française, 1960 (lire en ligne) |                         |                |              |              |             |             |  |

Le suppléant de Gaston Feuillard était Pierre Pagesy, agriculteur, conseiller général, maire de Pointe-Noire.

### Élections de 1962
| Candidat | Candidat                       | Parti          | Premier tour | Premier tour | Second tour | Second tour |  |
| Candidat | Candidat                       | Parti          | Voix         | %            | Voix        | %           |  |
| --- | ------------------------------ | -------------- | ------------ | ------------ | ----------- | ----------- |  |
| | Gaston Feuillard sortant réélu | CNIP           | 8 948        | 52,04        | 13 518      | 55,31       |  |
| | Gerty Archimède                | PCG            | 8 248        | 47,96        | 10 924      | 44,69       |  |
| |                                |                |              |              |             |             |  |
| Inscrits | Inscrits                       | Inscrits       | 41 564       | 100,00       | 41 616      | 100,00      |  |
| Abstentions | Abstentions                    | Abstentions    | 23 845       | 57,37        | 16 792      | 40,35       |  |
| Votants | Votants                        | Votants        | 17 719       | 42,63        | 24 824      | 59,65       |  |
| Blancs et nuls | Blancs et nuls                 | Blancs et nuls | 523          | 2,95         | 382         | 1,54        |  |
| Exprimés | Exprimés                       | Exprimés       | 17 196       | 97,05        | 24 442      | 98,46       |  |
| Source : France, Ministère de l'intérieur. Les Elections législatives . Métropole., la Documentation française, 1963 (lire en ligne) |                                |                |              |              |             |             |  |

Le suppléant de Gaston Feuillard était Pierre Pagesy, agriculteur, conseiller général, maire de Pointe-Noire.

### Élections de 1967
| Candidat | Candidat                 | Parti                     | Premier tour | Premier tour | Second tour | Second tour |  |
| Candidat | Candidat                 | Parti                     | Voix         | %            | Voix        | %           |  |
| --- | ------------------------ | ------------------------- | ------------ | ------------ | ----------- | ----------- |  |
| | Gerty Archimède          | PCG                       | 7 590        | 39,03        | 12 304      | 47,44       |  |
| | Albertine Baclet élue    | Divers droite (Gaulliste) | 5 005        | 25,74        | 13 633      | 52,56       |  |
| | Gaston Feuillard sortant | RI                        | 4 179        | 21,49        |             |             |  |
| | Marcel Etzol             | Divers                    | 1 991        | 10,24        |             |             |  |
| | Octave Chanlot           | Divers                    | 681          | 3,50         |             |             |  |
| |                          |                           |              |              |             |             |  |
| Inscrits | Inscrits                 | Inscrits                  | 44 858       | 100,00       | 44 845      | 100,00      |  |
| Abstentions | Abstentions              | Abstentions               | 24 039       | 53,59        | 18 142      | 40,45       |  |
| Votants | Votants                  | Votants                   | 20 819       | 46,41        | 26 703      | 59,55       |  |
| Blancs et nuls | Blancs et nuls           | Blancs et nuls            | 1 373        | 6,59         | 766         | 2,87        |  |
| Exprimés | Exprimés                 | Exprimés                  | 19 446       | 93,41        | 25 937      | 97,13       |  |
| Source : France, Ministère de l'intérieur. Les Elections législatives . Métropole., la Documentation française, 1967 (lire en ligne) |                          |                           |              |              |             |             |  |

Le suppléant d'Albertine Baclet était Robert Tamas, directeur d'école, maire de Saint-Claude.
Albertine Baclet siégeait au groupe UDR.

### Élections de 1968
| Candidat | Candidat                 | Parti          | Premier tour | Premier tour | Second tour | Second tour |  |
| Candidat | Candidat                 | Parti          | Voix         | %            | Voix        | %           |  |
| --- | ------------------------ | -------------- | ------------ | ------------ | ----------- | ----------- |  |
| | Gerty Archimède          | PCG            | 6 234        | 34,06        | 9 634       | 41,76       |  |
| | Gaston Feuillard élu     | RI (URP)       | 5 517        | 30,14        | 13 438      | 58,24       |  |
| | Albertine Baclet sortant | Divers droite  | 3 960        | 21,64        |             |             |  |
| | Mme Michaux              | Divers         | 1 356        | 7,41         |             |             |  |
| | Rémy de Haenen           | Divers         | 978          | 5,34         |             |             |  |
| | Octave Chanlot           | Divers         | 257          | 1,40         |             |             |  |
| |                          |                |              |              |             |             |  |
| Inscrits | Inscrits                 | Inscrits       | 45 646       | 100,00       | 45 648      | 100,00      |  |
| Abstentions | Abstentions              | Abstentions    | 26 715       | 58,53        | 22 032      | 48,26       |  |
| Votants | Votants                  | Votants        | 18 931       | 41,47        | 23 616      | 51,74       |  |
| Blancs et nuls | Blancs et nuls           | Blancs et nuls | 629          | 3,32         | 544         | 2,3         |  |
| Exprimés | Exprimés                 | Exprimés       | 18 302       | 96,68        | 23 072      | 97,7        |  |
| Source : France, Ministère de l'intérieur. Les Elections législatives . Métropole., la Documentation française, 1967 (lire en ligne) |                          |                |              |              |             |             |  |

Le suppléant de Gaston Feuillard était Pierre Renaison, Président de la Chambre de commerce et d'industrie, conseiller municipal de Basse-Terre.

### Élections de 1973
| Candidat                                                     | Candidat             | Parti                      | Premier tour | Premier tour | Second tour | Second tour |  |
| Candidat                                                     | Candidat             | Parti                      | Voix         | %            | Voix        | %           |  |
| ------------------------------------------------------------ | -------------------- | -------------------------- | ------------ | ------------ | ----------- | ----------- |  |
|                                                              | Raymond Guilliod élu | UDR (URP)                  | 9 554        | 44,15        | 14 699      | 61,07       |  |
|                                                              | Jérome Clery         | PCG                        | 6 323        | 29,22        | 9 369       | 38,93       |  |
|                                                              | Marcel Etzol         | Divers droite (Maj. prés.) | 3 466        | 16,02        |             |             |  |
|                                                              | Philippe Louis       | MR                         | 2 081        | 9,62         |             |             |  |
|                                                              | Philippe Anais       | Extrême gauche             | 215          | 0,99         |             |             |  |
|                                                              |                      |                            |              |              |             |             |  |
| Inscrits                                                     | Inscrits             | Inscrits                   | 47 792       | 100,00       | 47 578      | 100,00      |  |
| Abstentions                                                  | Abstentions          | Abstentions                | 24 942       | 52,19        | 22 586      | 47,47       |  |
| Votants                                                      | Votants              | Votants                    | 22 850       | 47,81        | 24 992      | 52,53       |  |
| Blancs et nuls                                               | Blancs et nuls       | Blancs et nuls             | 1 211        | 5,3          | 924         | 3,7         |  |
| Exprimés                                                     | Exprimés             | Exprimés                   | 21 639       | 94,7         | 24 068      | 96,3        |  |
| Source : Ministère de l'Intérieur et Le Monde du 7 mars 1973 |                      |                            |              |              |             |             |  |

Le suppléant de Raymond Guilliod était Camille Rousseau, professeur de collège d'enseignement général.

### Élections de 1978
| Candidat       | Candidat                       | Parti          | Premier tour | Premier tour | Second tour | Second tour |  |
| Candidat       | Candidat                       | Parti          | Voix         | %            | Voix        | %           |  |
| -------------- | ------------------------------ | -------------- | ------------ | ------------ | ----------- | ----------- |  |
|                | Raymond Guilliod sortant réélu | RPR            | 9 879        | 45,36        | 16 888      | 73,45       |  |
|                | Marcel Esdras                  | UDF            | 4 529        | 20,79        | 6 106       | 26,55       |  |
|                | Marcel Etzol                   | UDF (PR)       | 4 096        | 18,81        |             |             |  |
|                | Guy Tirolien                   | Divers droite  | 1 590        | 7,30         |             |             |  |
|                | Gerty Archimède                | PCG            | 1 567        | 7,19         |             |             |  |
|                | Philippe Anaïs                 | CO             | 119          | 0,55         |             |             |  |
|                |                                |                |              |              |             |             |  |
| Inscrits       | Inscrits                       | Inscrits       | 54 022       | 100,00       | 54 550      | 100,00      |  |
| Abstentions    | Abstentions                    | Abstentions    | 28 918       | 53,53        | 30 532      | 55,97       |  |
| Votants        | Votants                        | Votants        | 25 104       | 46,47        | 24 018      | 44,03       |  |
| Blancs et nuls | Blancs et nuls                 | Blancs et nuls | 3 324        | 13,24        | 1 024       | 4,26        |  |
| Exprimés       | Exprimés                       | Exprimés       | 21 780       | 86,76        | 22 994      | 95,74       |  |

Le suppléant de Raymond Guilliod était Germain Jean-Louis, conseiller général, maire de Trois-Rivières.

### Élections de 1981
| Candidat       | Candidat                 | Parti          | Premier tour | Premier tour | Second tour | Second tour |  |
| Candidat       | Candidat                 | Parti          | Voix         | %            | Voix        | %           |  |
| -------------- | ------------------------ | -------------- | ------------ | ------------ | ----------- | ----------- |  |
|                | Marcel Esdras élu        | UDF (UNM)      | 3 765        | 34,74        | 9 926       | 55,05       |  |
|                | Jérôme Cléry             | PCG            | 3 151        | 29,07        | 8 106       | 44,95       |  |
|                | Raymond Guilliod sortant | RPR (UNM)      | 2 579        | 23,80        |             |             |  |
|                | Jean Nouvel              | PS             | 1 343        | 12,39        |             |             |  |
|                |                          |                |              |              |             |             |  |
| Inscrits       | Inscrits                 | Inscrits       | 53 916       | 100,00       | 50 965      | 100,00      |  |
| Abstentions    | Abstentions              | Abstentions    | 42 592       | 79           | 32 182      | 63,15       |  |
| Votants        | Votants                  | Votants        | 11 324       | 21           | 18 783      | 36,85       |  |
| Blancs et nuls | Blancs et nuls           | Blancs et nuls | 486          | 4,29         | 751         | 4           |  |
| Exprimés       | Exprimés                 | Exprimés       | 10 838       | 95,71        | 18 032      | 96          |  |

### Élections de 1988
| Candidat       | Candidat              | Parti          | Premier tour | Premier tour | Second tour | Second tour |  |
| Candidat       | Candidat              | Parti          | Voix         | %            | Voix        | %           |  |
| -------------- | --------------------- | -------------- | ------------ | ------------ | ----------- | ----------- |  |
|                | Dominique Larifla élu | PS             | 5 416        | 42,53        | 10 330      | 56,23       |  |
|                | Édouard Chammougon    | diss. RPR      | 3 534        | 27,75        | 8 942       | 43,77       |  |
|                | Clodomir Bajazet      | RPR (URC)      | 1 585        | 12,45        |             |             |  |
|                | Félix Flémin          | PCG            | 1 371        | 10,77        |             |             |  |
|                | Gérard Lauriette      | Extrême gauche | 828          | 6,5          |             |             |  |
|                |                       |                |              |              |             |             |  |
| Inscrits       | Inscrits              | Inscrits       | 45 992       | 100,00       | 45 933      | 100,00      |  |
| Abstentions    | Abstentions           | Abstentions    | 32 543       | 70,76        | 26 492      | 57,68       |  |
| Votants        | Votants               | Votants        | 13 449       | 29,24        | 19 441      | 42,32       |  |
| Blancs et nuls | Blancs et nuls        | Blancs et nuls | 715          | 5,32         | 1 069       | 5,5         |  |
| Exprimés       | Exprimés              | Exprimés       | 12 734       | 94,68        | 18 372      | 94,5        |  |

Le suppléant de Dominique Larifla était Daniel Jean, directeur d'école, conseiller général du canton de Sainte-Rose-1, maire de Sainte-Rose.

### Élections de 1993
| Candidat       | Candidat                      | Parti                      | Premier tour | Premier tour | Second tour | Second tour |  |
| Candidat       | Candidat                      | Parti                      | Voix         | %            | Voix        | %           |  |
| -------------- | ----------------------------- | -------------------------- | ------------ | ------------ | ----------- | ----------- |  |
|                | Dominique Larifla sortant     | PS                         | 8 489        | 31,49        | 13 475      | 49,51       |  |
|                | Édouard Chammougon élu        | Divers droite              | 7 202        | 26,72        | 13 744      | 50,49       |  |
|                | Léo Andy                      | Divers gauche (Maj. prés.) | 3 855        | 14,3         |             |             |  |
|                | José Toribio                  | Divers gauche (Maj. prés.) | 3 596        | 13,34        |             |             |  |
|                | Clodomir Sainte-Croix Bajazet | RPR (UPF)                  | 2 162        | 8,02         |             |             |  |
|                | Félix Flémin                  | PCG                        | 1 267        | 4,7          |             |             |  |
|                | Danielle Maya                 | PLN                        | 215          | 0,8          |             |             |  |
|                | Philippe Anais                | LO                         | 168          | 0,62         |             |             |  |
|                |                               |                            |              |              |             |             |  |
| Inscrits       | Inscrits                      | Inscrits                   | 55 667       | 100,00       | 55 676      | 100,00      |  |
| Abstentions    | Abstentions                   | Abstentions                | 26 904       | 48,33        | 26 679      | 47,92       |  |
| Votants        | Votants                       | Votants                    | 28 763       | 51,67        | 28 997      | 52,08       |  |
| Blancs et nuls | Blancs et nuls                | Blancs et nuls             | 1 809        | 6,29         | 1 778       | 6,13        |  |
| Exprimés       | Exprimés                      | Exprimés                   | 26 954       | 93,71        | 27 219      | 93,87       |  |

Fin 1994, Édouard Chammougon est condamné pour corruption et est déchu de son mandat de député par le conseil constitutionnel,.

### Élection partielle de 1995
| Candidat          | Candidat        | Parti          | Premier tour | Premier tour | Second tour | Second tour |  |
| Candidat          | Candidat        | Parti          | Voix         | %            | Voix        | %           |  |
| ----------------- | --------------- | -------------- | ------------ | ------------ | ----------- | ----------- |  |
|                   | Léo Andy élu    | diss. PS       | 7 303        | 37,57        | 12 539      | 53,24       |  |
|                   | Joël Beaugendre | UDF (CDS)      | 6 649        | 34,21        | 11 014      | 46,76       |  |
|                   | José Toribio    | Divers gauche  | 3 151        | 16,21        |             |             |  |
|                   | Georges Louisor | FGDS           | 1 566        | 8,06         |             |             |  |
|                   | Félix Flémin    | PCG            | 767          | 3,95         |             |             |  |
|                   |                 |                |              |              |             |             |  |
| Inscrits          | Inscrits        | Inscrits       | 56 390       | 100,00       | 56 390      | 100,00      |  |
| Abstentions       | Abstentions     | Abstentions    | 35 600       | 63,13        | 31 645      | 56,12       |  |
| Votants           | Votants         | Votants        | 20 790       | 36,87        | 24 745      | 43,88       |  |
| Blancs et nuls    | Blancs et nuls  | Blancs et nuls | 1 354        | 6,51         | 1 192       | 4,82        |  |
| Exprimés          | Exprimés        | Exprimés       | 19 436       | 93,49        | 23 553      | 95,18       |  |
| Source : Le Monde |                 |                |              |              |             |             |  |

### Élections de 1997
| Candidat       | Candidat                   | Parti          | Premier tour | Premier tour | Second tour | Second tour |  |
| Candidat       | Candidat                   | Parti          | Voix         | %            | Voix        | %           |  |
| -------------- | -------------------------- | -------------- | ------------ | ------------ | ----------- | ----------- |  |
|                | Léo Andy sortant réélu     | GUSR           | 7 877        | 30,17        | 17 575      | 59,89       |  |
|                | Joël Beaugendre            | Divers droite  | 7 094        | 27,17        | 11 772      | 40,11       |  |
|                | Marcelle Chammougon        | Divers droite  | 5 082        | 19,47        |             |             |  |
|                | José Toribio               | PS             | 4 890        | 18,73        |             |             |  |
|                | Christian Celeste          | PCF            | 728          | 2,79         |             |             |  |
|                | Philippe Anais             | CO             | 211          | 0,81         |             |             |  |
|                | Danielle Maya              | PLN            | 134          | 0,51         |             |             |  |
|                | Jean-Philippe Delver-Tarin | Divers gauche  | 90           | 0,34         |             |             |  |
|                | Viviane Lapierre           | Divers         | 2            | 0,01         |             |             |  |
|                |                            |                |              |              |             |             |  |
| Inscrits       | Inscrits                   | Inscrits       | 62 477       | 100,00       | 62 481      | 100,00      |  |
| Abstentions    | Abstentions                | Abstentions    | 34 280       | 54,87        | 30 898      | 49,45       |  |
| Votants        | Votants                    | Votants        | 28 197       | 45,13        | 31 583      | 50,55       |  |
| Blancs et nuls | Blancs et nuls             | Blancs et nuls | 2 089        | 7,41         | 2 236       | 7,08        |  |
| Exprimés       | Exprimés                   | Exprimés       | 26 108       | 92,59        | 29 347      | 92,92       |  |

Le suppléant de Léo Andy était Félix Desplan, principal de collège, de Pointe-Noire.

### Élections de 2002
| Candidat       | Candidat                     | Parti          | Premier tour | Premier tour | Second tour | Second tour |  |
| Candidat       | Candidat                     | Parti          | Voix         | %            | Voix        | %           |  |
| -------------- | ---------------------------- | -------------- | ------------ | ------------ | ----------- | ----------- |  |
|                | Joël Beaugendre élu          | OG             | 7 319        | 33,69        | 12 257      | 52,46       |  |
|                | Léo Andy sortant             | GUSR           | 4 228        | 19,46        | 11 107      | 47,54       |  |
|                | Édouard Chammougon           | Divers droite  | 3 308        | 15,23        |             |             |  |
|                | José Toribio                 | PS             | 2 754        | 12,68        |             |             |  |
|                | Jean Laguerre                | Divers gauche  | 2 062        | 9,49         |             |             |  |
|                | Clodine Lacave               | UDF            | 730          | 3,36         |             |             |  |
|                | Félix Flémin                 | PCG            | 474          | 2,18         |             |             |  |
|                | Marie-Line Pirbakas-Groevius | Les Verts      | 357          | 1,64         |             |             |  |
|                | Philippe Anais               | LO             | 122          | 0,56         |             |             |  |
|                | Éric Madachon                | Divers droite  | 90           | 0,41         |             |             |  |
|                | Christian Zozio              | Divers droite  | 84           | 0,39         |             |             |  |
|                | Amandine Thévenet            | MNR            | 69           | 0,32         |             |             |  |
|                | Christian Fiesque            | Divers         | 68           | 0,31         |             |             |  |
|                | Bernard Abdoul-Maninroudine  | Divers         | 60           | 0,28         |             |             |  |
|                | Élie-Jean Firmiez            | Divers droite  | 0            | 0            |             |             |  |
|                |                              |                |              |              |             |             |  |
| Inscrits       | Inscrits                     | Inscrits       | 73 350       | 100,00       | 73 348      | 100,00      |  |
| Abstentions    | Abstentions                  | Abstentions    | 50 189       | 68,42        | 48 314      | 65,87       |  |
| Votants        | Votants                      | Votants        | 23 161       | 31,58        | 25 034      | 34,13       |  |
| Blancs et nuls | Blancs et nuls               | Blancs et nuls | 1 436        | 6,2          | 1 670       | 6,67        |  |
| Exprimés       | Exprimés                     | Exprimés       | 21 725       | 93,8         | 23 364      | 93,33       |  |

Le suppléant de Joël Beaugendre était Richard Yacou, proviseur de lycée, maire de Sainte-Rose, élu conseiller général du canton de Sainte-Rose-1 en 2002.
Joël Beaugendre était membre du groupe UMP.

### Élections de 2007
| Candidat       | Candidat                | Parti          | Premier tour | Premier tour | Second tour | Second tour |  |
| Candidat       | Candidat                | Parti          | Voix         | %            | Voix        | %           |  |
| -------------- | ----------------------- | -------------- | ------------ | ------------ | ----------- | ----------- |  |
|                | Joël Beaugendre sortant | UMP            | 6 947        | 27,15        | 13 022      | 41,89       |  |
|                | Jeanny Marc élu         | GUSR           | 4 863        | 19,01        | 18 061      | 58,11       |  |
|                | Félix Desplan           | PS             | 3 895        | 15,22        |             |             |  |
|                | José Toribio            | Divers gauche  | 2 574        | 10,06        |             |             |  |
|                | Reinette Juliard        | Divers droite  | 2 295        | 8,97         |             |             |  |
|                | Alain Lacavé            | Divers gauche  | 1 550        | 6,06         |             |             |  |
|                | Félix-Alain Flemin      | PCG            | 707          | 2,76         |             |             |  |
|                | Edmond Theodore         | Divers gauche  | 681          | 2,66         |             |             |  |
|                | Christian Bevis         | Les Verts      | 582          | 2,27         |             |             |  |
|                | Isbert Calvados         | UDF–MoDem      | 550          | 2,15         |             |             |  |
|                | Jean-Marie Nomertin     | LO             | 447          | 1,75         |             |             |  |
|                | Paul-Éric Confiac       | Divers gauche  | 220          | 0,86         |             |             |  |
|                | Ferdinand Quillin       | Extrême droite | 118          | 0,46         |             |             |  |
|                | Louis-Félix Vado        | Divers droite  | 118          | 0,46         |             |             |  |
|                | Jean-Paul Charlottine   | Divers droite  | 41           | 0,16         |             |             |  |
|                |                         |                |              |              |             |             |  |
| Inscrits       | Inscrits                | Inscrits       | 81 866       | 100,00       | 81 899      | 100,00      |  |
| Abstentions    | Abstentions             | Abstentions    | 54 001       | 65,96        | 48 321      | 59          |  |
| Votants        | Votants                 | Votants        | 27 865       | 34,04        | 33 578      | 41          |  |
| Blancs et nuls | Blancs et nuls          | Blancs et nuls | 2 277        | 8,17         | 2 495       | 7,43        |  |
| Exprimés       | Exprimés                | Exprimés       | 25 588       | 91,83        | 31 083      | 92,57       |  |

### Élections de 2012
| Candidat       | Candidat            | Parti          | Premier tour | Premier tour | Second tour | Second tour |  |
| Candidat       | Candidat            | Parti          | Voix         | %            | Voix        | %           |  |
| -------------- | ------------------- | -------------- | ------------ | ------------ | ----------- | ----------- |  |
|                | Ary Chalus élu      | diss. GUSR     | 10 382       | 40,81        | 15 665      | 51,19       |  |
|                | Max Mathiasin       | PS             | 6 276        | 24,67        | 14 937      | 48,81       |  |
|                | Jeanny Marc sortant | GUSR           | 6 238        | 24,52        |             |             |  |
|                | Anne Legras         | FN             | 717          | 2,82         |             |             |  |
|                | Jim Lapin           | NC             | 642          | 2,52         |             |             |  |
|                | Gérard Uneau        | EÉLV           | 604          | 2,37         |             |             |  |
|                | Francis Pauloby     | Divers (CDI)   | 363          | 1,43         |             |             |  |
|                | Lita Dahomay        | CO             | 219          | 0,86         |             |             |  |
|                |                     |                |              |              |             |             |  |
| Inscrits       | Inscrits            | Inscrits       | 76 964       | 100,00       | 76 925      | 100,00      |  |
| Abstentions    | Abstentions         | Abstentions    | 50 209       | 65,24        | 44 323      | 57,62       |  |
| Votants        | Votants             | Votants        | 26 755       | 34,76        | 32 602      | 42,38       |  |
| Blancs et nuls | Blancs et nuls      | Blancs et nuls | 1 314        | 4,91         | 2 000       | 6,13        |  |
| Exprimés       | Exprimés            | Exprimés       | 25 441       | 95,09        | 30 602      | 93,87       |  |

### Élections de 2017
Les élections législatives française de 2017 ont eu lieu en Guadeloupe les samedis 10 et 17 juin 2017, comme prévu initialement.
Député sortant : Ary Chalus (GUSR), ne se représente pas.
|                                                                                |                                                                              |                           |                           |                          |                          |
|                                                                                |                                                                              | Premier tour 10 juin 2017 | Premier tour 10 juin 2017 | Second tour 17 juin 2017 | Second tour 17 juin 2017 |
|                                                                                |                                                                              |                           |                           |                          |                          |
|                                                                                |                                                                              | Nombre                    | % des inscrits            | Nombre                   | % des inscrits           |
| Inscrits                                                                       | Inscrits                                                                     | 83 688                    | 100,00                    | 83 684                   | 100,00                   |
| Abstentions                                                                    | Abstentions                                                                  | 64 262                    | 76,79                     | 61 663                   | 73,69                    |
| Votants                                                                        | Votants                                                                      | 19 426                    | 23,21                     | 22 021                   | 26,31                    |
|                                                                                |                                                                              |                           | % des votants             |                          | % des votants            |
| Bulletins blancs                                                               | Bulletins blancs                                                             | 855                       | 4,40                      | 1 273                    | 5,78                     |
| Bulletins nuls                                                                 | Bulletins nuls                                                               | 815                       | 4,20                      | 1 339                    | 6,08                     |
| Suffrages exprimés                                                             | Suffrages exprimés                                                           | 17 756                    | 91,40                     | 19 409                   | 88,14                    |
|                                                                                |                                                                              |                           |                           |                          |                          |
| Candidat Étiquette politique (partis et alliances)                             | Candidat Étiquette politique (partis et alliances)                           | Voix                      | % des exprimés            | Voix                     | % des exprimés           |
|                                                                                |                                                                              |                           |                           |                          |                          |
|                                                                                | Nestor Luce Divers gauche                                                    | 2 621                     | 14,76                     | 6 764                    | 34,85                    |
|                                                                                | Max Mathiasin Divers gauche                                                  | 2 295                     | 12,93                     | 12 645                   | 65,15                    |
|                                                                                | Ferdy Louisy Divers gauche                                                   | 1 792                     | 10,09                     |                          |                          |
|                                                                                | José Toribio Divers gauche                                                   | 1 768                     | 9,96                      |                          |                          |
|                                                                                | Adrien Baron Parti socialiste                                                | 1 723                     | 9,70                      |                          |                          |
|                                                                                | Hubert Quiaba Divers gauche                                                  | 1 017                     | 5,73                      |                          |                          |
|                                                                                | Sylvie Chammougon-Anno Les Républicains                                      | 1 009                     | 5,68                      |                          |                          |
|                                                                                | Céline Dechelette La France insoumise                                        | 946                       | 5,33                      |                          |                          |
|                                                                                | Fauvert Savan Divers                                                         | 841                       | 4,74                      |                          |                          |
|                                                                                | Ary Broussillon Divers gauche (Mouvman gwadloupéyen)                         | 756                       | 4,26                      |                          |                          |
|                                                                                | Samuel Cazomont Divers                                                       | 637                       | 3,59                      |                          |                          |
|                                                                                | Edwing Laupen Mondongue Divers gauche                                        | 568                       | 3,20                      |                          |                          |
|                                                                                | Rody Tolassy Front national                                                  | 471                       | 2,65                      |                          |                          |
|                                                                                | Félix-Alain Flémin Parti communiste français (Parti communiste guadeloupéen) | 415                       | 2,34                      |                          |                          |
|                                                                                | Jean Morandais Divers                                                        | 243                       | 1,37                      |                          |                          |
|                                                                                | Richard Nebor Divers gauche                                                  | 218                       | 1,23                      |                          |                          |
|                                                                                | Marie-Agnès Castrot Lutte ouvrière                                           | 130                       | 0,73                      |                          |                          |
|                                                                                | Paul Confiac Divers gauche                                                   | 91                        | 0,51                      |                          |                          |
|                                                                                | Jessy Raoelison Divers (Union populaire républicaine)                        | 77                        | 0,43                      |                          |                          |
|                                                                                | Jade Gallet Divers (La France qui ose)                                       | 65                        | 0,37                      |                          |                          |
|                                                                                | Sylvain Porlon Divers droite                                                 | 40                        | 0,23                      |                          |                          |
|                                                                                | Gilbert Edinval Divers                                                       | 33                        | 0,19                      |                          |                          |
|                                                                                | Éric Madachon Divers                                                         | 0                         | 0,00                      |                          |                          |
| Source : Ministère de l'Intérieur - Troisième circonscription de la Guadeloupe |                                                                              |                           |                           |                          |                          |

### Élections de 2022
Les élections législatives française de 2022 ont lieu en Guadeloupe les samedis 11 et 18 juin 2022.
| Résultats des élections législatives des 12 et 19 juin 2022 de la 3e circonscription de Guadeloupe |                             |                          |                          |              |              |             |             |
| Candidat                                                                                           | Candidat                    | Parti                    | Nuance                   | Premier tour | Premier tour | Second tour | Second tour |
| Candidat                                                                                           | Candidat                    | Parti                    | Nuance                   | Voix         | %            | Voix        | %           |
| | Rody Tolassy                | RN                       | RN                       | 4 164        | 20,09        | 11 393      | 47,88       |
| | Max Mathiasin               | DVG                      | DVG                      | 3 508        | 16,93        | 12 402      | 52,12       |
| | Ferdy Louisy                | GUSR (ENS)               | ENS                      | 2 917        | 14,07        |             |             |
| | Sylvie Chammougon Anno      | PS (NUPES)               | DVG                      | 1 924        | 9,28         |             |             |
| | Marie-Laure Aigle           | LFI (NUPES)              | DVG                      | 1 731        | 8,35         |             |             |
| | Raphaël Lapin               | SE                       | DVG                      | 1 711        | 8,26         |             |             |
| | José Toribio                | PSG                      | DVG                      | 1 417        | 6,84         |             |             |
| | Hubert Quiaba               | EÉLV (NUPES)             | ECO                      | 945          | 4,56         |             |             |
| | Fauvert Savan               | SE                       | DIV                      | 506          | 2,44         |             |             |
| | Fabrice Luce                | DVC                      | DVC                      | 397          | 1,92         |             |             |
| | Félix Alain Flémin          | PCG                      | DXG                      | 389          | 1,88         |             |             |
| | Grégory Cabrion             | GGDN                     | DIV                      | 329          | 1,59         |             |             |
| | Sidjie Esdras               | CO                       | DXG                      | 267          | 1,29         |             |             |
| | Delphine Pierquin           | LR (UDC)                 | LR                       | 258          | 1,24         |             |             |
| | Christian-Georges Henry-Léo | SE                       | DIV                      | 110          | 0,53         |             |             |
| | Paul Éric Confiac           | GPRG                     | DVG                      | 106          | 0,51         |             |             |
| | Béatrice Gama               | UDI (UDC)                | UDI                      | 28           | 0,14         |             |             |
| | René Claude Argis           | SE                       | DIV                      | 16           | 0,08         |             |             |
| | Prévert Mayengo             | REC                      | REC                      | 2            | 0,01         |             |             |
| | Gilbert Edinval             | SE                       | DIV                      | 0            | 0,00         |             |             |
| Votes valides                                                                                      | Votes valides               | Votes valides            | Votes valides            | 20 725       | 94,10        | 23 795      | 93,20       |
| Votes blancs                                                                                       | Votes blancs                | Votes blancs             | Votes blancs             | 661          | 3,00         | 889         | 3,48        |
| Votes nuls                                                                                         | Votes nuls                  | Votes nuls               | Votes nuls               | 639          | 2,90         | 848         | 3,32        |
| Total                                                                                              | Total                       | Total                    | Total                    | 22 025       | 100          | 25 532      | 100         |
| Abstention                                                                                         | Abstention                  | Abstention               | Abstention               | 62 323       | 73,89        | 58 807      | 69,73       |
| Inscrits / participation                                                                           | Inscrits / participation    | Inscrits / participation | Inscrits / participation | 84 348       | 26,11        | 84 339      | 30,27       |

### Élections de 2024
| Candidat                 | Candidat                    | Parti et coalition       | Nuance                   | Premier tour | Premier tour | Second tour | Second tour |
| Candidat                 | Candidat                    | Parti et coalition       | Nuance                   | Voix         | %            | Voix        | %           |
| ------------------------ | --------------------------- | ------------------------ | ------------------------ | ------------ | ------------ | ----------- | ----------- |
|                          | Max Mathiasin               | SE                       | DVG                      | 10 672       | 36,21        | 21 715      | 69,15       |
|                          | Rody Tolassy                | RN                       | RN                       | 7 635        | 25,90        | 9 687       | 30,85       |
|                          | Nicolas Citadelle           | PS (NFP)                 | SOC                      | 4 361        | 14,80        |             |             |
|                          | Fred Deshayes               | GUSR                     | DVG                      | 3 381        | 11,47        |             |             |
|                          | Éric Coriolan               | SE                       | REG                      | 1 644        | 5,58         |             |             |
|                          | Christopher Petitfond       | SE                       | DVC                      | 601          | 2,04         |             |             |
|                          | Sidjie Esdras               | CO                       | EXG                      | 545          | 1,85         |             |             |
|                          | Bernard Abdoul-Maninroudine | SE                       | DIV                      | 271          | 0,92         |             |             |
|                          | Christèle Pignac            | REC                      | REC                      | 191          | 0,65         |             |             |
|                          | Francis Lalanne             | FL                       | DIV                      | 173          | 0,59         |             |             |
|                          |                             |                          |                          |              |              |             |             |
| Votes valides            | Votes valides               | Votes valides            | Votes valides            | 29 474       | 95,28        | 31 402      | 94,84       |
| Votes blancs             | Votes blancs                | Votes blancs             | Votes blancs             | 694          | 2,24         | 799         | 2,41        |
| Votes nuls               | Votes nuls                  | Votes nuls               | Votes nuls               | 766          | 2,48         | 909         | 2,75        |
| Total                    | Total                       | Total                    | Total                    | 30 934       | 100          | 33 110      | 100         |
| Abstention               | Abstention                  | Abstention               | Abstention               | 54 832       | 63,93        | 56 667      | 61,40       |
| Inscrits / participation | Inscrits / participation    | Inscrits / participation | Inscrits / participation | 85 766       | 36,07        | 85 777      | 38,60       |

#### Département de la Guadeloupe
- La fiche de l'INSEE de cette circonscription : « Tableaux et Analyses de la troisième circonscription de la Guadeloupe », sur insee.fr, site de l'Institut national de la statistique et des études économiques (consulté le 10 juin 2007) [PDF]

- « Tous les députés du département de la Guadeloupe depuis 1789 » [archive du 30 septembre 2007], sur assemblee-nationale.fr, site de l'Assemblée nationale française (consulté le 10 juin 2007)

- « Informations contentieuses sur le département de la Guadeloupe (Élections législatives de 2002) », sur conseil-constitutionnel.fr, site du Conseil constitutionnel (consulté le 13 juin 2007)

#### Circonscriptions en France
- « Carte des circonscriptions législatives en France », sur assemblee-nationale.fr, site de l'Assemblée nationale française (consulté le 20 juin 2007)

- « Résultats électoraux officiels en France », sur interieur.gouv.fr, site du Ministère de l'Intérieur (France) (consulté le 13 juin 2007)

- Description et Atlas des circonscriptions électorales de France sur http://www.atlaspol.com, Atlaspol, site de cartographie géopolitique, consulté le 13 juin 2007.